# Cueva de los Murciélagos de Albuñol
La Cueva de los Murciélagos es un yacimiento prehistórico situado en el municipio español de Albuñol, en la costa de Granada. Es conocida por la excepcional conservación de materiales orgánicos (cestería, calzado, cordelería, madera y fibras vegetales) y por albergar hallazgos clave para el conocimiento de las tecnologías del Mesolítico y el Neolítico en el sur de Europa.

## Localización y características
La cavidad se abre en la margen derecha del Barranco de las Angosturas, a unos 2 km del núcleo urbano de Albuñol y aproximadamente 7 km del litoral mediterráneo. La entrada es un amplio abrigo orientado al este, con un desarrollo interior de unos 60 m y un desnivel de 48 m. La boca principal alcanza ~15 m de anchura. La altitud ronda los 450 m s. n. m.

## Descubrimiento y descripción histórica (siglo XIX)
La cueva fue dada a conocer en el siglo XIX por el anticuario granadino Manuel de Góngora y Martínez, quien publicó una descripción minuciosa del paraje, de la cavidad y de los hallazgos en Antigüedades prehistóricas de Andalucía (Madrid, 1868).

### Localización y acceso según Góngora
Góngora sitúa la cavidad en la margen derecha del barranco de las Angosturas (rambla de Aldáyar), con la boca principal «como suspendida» sobre el tajo: ~120 m por encima del fondo del barranco, ~50 m por encima del lecho y ~60 m por debajo de una meseta superior. El acceso era una senda estrecha tallada en la roca, en fuerte pendiente y orientación general sur.

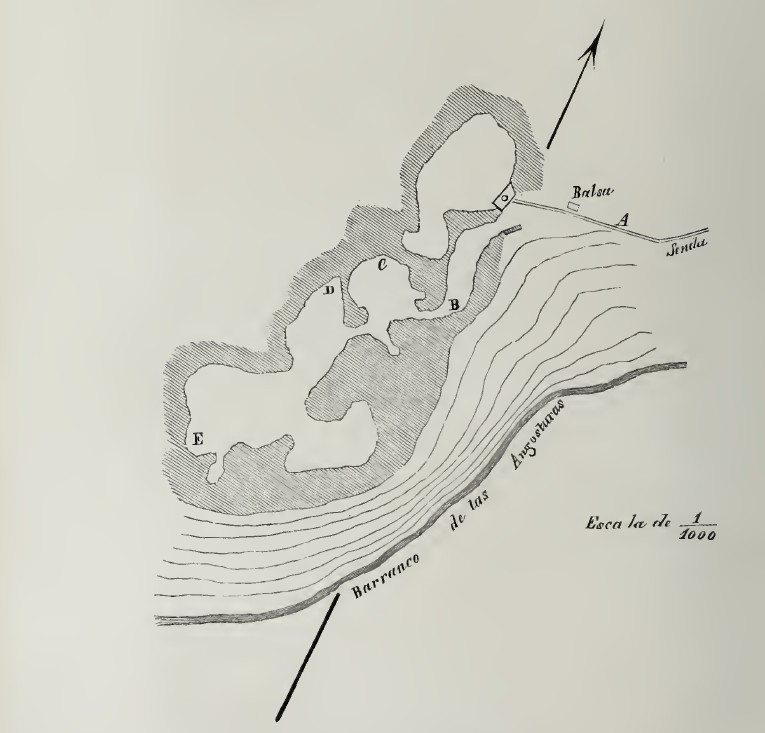
Plano Cueva de los Murciélagos según Manuel de Góngora (1868).

### Primeras entradas y trabajos mineros (1831–1867)
En 1831, un vecino de la zona (Juan Martín), habría penetrado en la cueva y retirado guano. En 1857 se constituyó una compañía que ensanchó la entrada y abrió un boquete interior. En ese proceso se descubrieron tres esqueletos, uno de ellos con una diadema de oro (24 quilates, 25 adarmes) que Góngora documenta con dibujo y descripción metalúrgica. Posteriormente se explotó el nitro de las paredes, con pilones y caldera junto al precipicio, lo que alteró gravemente el depósito funerario.

### Necrópolis y ajuar descritos por Góngora
Góngora interpretó la cueva como una necrópolis de gran antigüedad. Señala la presencia de más de cincuenta individuos, algunos con tejidos orgánicos conservados. Describe un grupo de doce cadáveres en semicírculo alrededor de un esqueleto femenino con túnica de piel y collar de esparto con caracolas y colmillo de jabalí como colgante central; menciona además zarcillos de piedra negra de sujeción incierta.
El vestuario y los objetos textiles incluyen gorros y sandalias de esparto, así como telas de esparto «a manera de cota de malla». El ajuar asociado reúne cuchillos de esquisto, puntas y «cuchillos» de pedernal adheridos a astiles con un betún resistente, armas de guijarro, punzones y cuchillos de hueso, cucharas de madera, alisadores de piedra y vasijas cerámicas con rebordes, asas, impresiones ungueales y pequeños pitorros.
Góngora describe también bolsas y cestos de esparto (algunas pintadas) depositados junto a los cuerpos y conteniendo flores, mechones de cabello, conchas marinas, cristales de roca y numerosas cápsulas de adormidera (Papaver), interpretadas como ofrendas funerarias.

#### Sectores documentados por Góngora (1868)

##### Sector B (diadema de oro)
En una pequeña galería considerada «sitio privilegiado», los mineros hallaron tres esqueletos, uno de ellos con una diadema de oro de 24 quilates y 25 adarmes de peso. La pieza fue dibujada y descrita por Góngora y, según indica, pasó a manos de un particular granadino. Este hallazgo se sitúa en el punto B de su plano de la cavidad.

##### Sector C (tres esqueletos y bolsas funerarias)
En el punto C del plano se registraron tres esqueletos, uno de ellos con el cráneo encajado entre dos peñascos. Junto a estos restos aparecieron bolsas o cestos de esparto de 6 a 15 pulgadas; dos contenían tierra negra arenosa (posibles restos alimenticios alterados) y otras guardaban mechones de cabello, flores, adormideras y conchas univalvas. Se consignó asimismo un gorro de esparto con manchas que los obreros tomaron por sangre, extremo que el autor recoge con cautela.

##### Sector D (doce esqueletos en semicírculo y esqueleto femenino central)
En el punto D del plano se documentaron doce esqueletos dispuestos en semicírculo alrededor de un esqueleto femenino «admirablemente conservado». Este último vestía túnica de piel, abierta por el costado izquierdo y sujeta con correas; portaba un collar de esparto con caracolas y, en el anillo central, un colmillo de jabalí labrado. Góngora añade la presencia de zarcillos de piedra negra de tipología y sujeción no aclaradas. En comparación con otros puntos de la cueva, resalta el uso generalizado del esparto en túnicas, gorros (de cono doblado o semiesféricos) y calzado, algunos primorosamente labrados.

##### Sector E (agrupación numerosa con indumentaria de esparto)
En el punto E del plano los exploradores contaron más de cincuenta cadáveres, calzados y vestidos con esparto; Góngora compara el entramado de estas piezas con «cotas de malla». Se citan armas y útiles de piedra y hueso y un alisador de piedra. Pese a las remociones, el autor destaca la buena conservación de colores y fibras.

### Daños por la extracción de nitro y expolio
El propio autor lamenta que la búsqueda de metales y la fábrica de nitro desarticularan cuerpos, rompieran vasijas y arrojaran cestos y restos por el derrumbadero, con pérdidas irreparables del contexto arqueológico. Aun así, pudo recuperar o documentar varios cestos, una cuchara de madera, un disco de barro (posible peso de telar), piezas líticas y semillas de adormidera de las bolsas funerarias.

### Recepción académica decimonónica
La Real Academia de la Historia emitió en 1867 un informe favorable, presentando la cueva como neolítica por su ajuar lítico, orgánico y cerámico; ese mismo año se dictó Real Orden para la difusión de la obra de Góngora.

## Historia de las investigaciones
Las primeras noticias arqueológicas se remontan al siglo XIX, cuando labores de extracción dentro de la cueva pusieron al descubierto un conjunto excepcional de objetos orgánicos. Una parte sustancial de aquellos hallazgos ingresó posteriormente en colecciones públicas, especialmente en el Museo Arqueológico Nacional (MAN).
Entre 2022 y 2023 la Universidad de Alcalá coordinó el proyecto MUTERMUR (De los museos al territorio: actualizando el estudio de la Cueva de los Murciélagos de Albuñol), orientado al reestudio integral del yacimiento y de sus colecciones museísticas mediante nuevas dataciones, análisis arqueométricos y documentación gráfica; el programa tuvo continuidad en 2024–2025 (MUTERMUR 2.0).

## Cronología
Las dataciones por radiocarbono sitúan el uso del yacimiento principalmente entre el Holoceno temprano y medio. Se documentan fases del Mesolítico y del Neolítico (aprox. 7500–4200 a. C.), con evidencias posteriores en la Edad del Bronce (c. 1900–1700 a. C.).

## Colecciones y conservación
Una parte destacada del conjunto histórico procedente de la cueva se conserva en el Museo Arqueológico Nacional, que colabora con el proyecto de investigación y ha difundido sus resultados; el inventario de piezas relacionadas con Albuñol puede consultarse en el portal CER.ES.

## Investigación reciente
Desde 2022 la Universidad de Alcalá (UAH) coordina el proyecto MUTERMUR (De los museos al territorio: actualizando el estudio de la Cueva de los Murciélagos de Albuñol), con el objetivo de revisar de forma integral este yacimiento y su registro de materiales orgánicos conservados en museos, aplicar nuevas dataciones y reactivar trabajos de campo puntuales. En 2024–2025 el equipo ha continuado con MUTERMUR 2.0, financiado por la Comunidad de Madrid y la UAH.

### Metodología y cronología
El programa ha combinado el reestudio de piezas orgánicas (cestería, calzado de esparto, madera, fibras, etc.) conservadas principalmente en el Museo Arqueológico Nacional con dataciones por radiocarbono, análisis químicos y morfológicos, arqueobotánica y documentación 3D. También se realizaron prospecciones y un sondeo en 2022–2023. Las nuevas dataciones sitúan el conjunto orgánico entre el Holoceno temprano y medio, con evidencias que abarcan el Mesolítico y el Neolítico (aprox. 7500–4200 a. C.).

### Resultados científicos destacados (2023–2025)
- Cestería mesolítica y calzado de esparto. El reanálisis de 76 objetos orgánicos y su redatación por C-14 documentan la cestería más antigua del sur de Europa (hasta ~9.500 años) y un conjunto de sandalias de esparto del Neolítico (ca. 6.200 años).[27][28]
- Tecnología de arquería del Neolítico inicial. El análisis químico y morfológico de restos orgánicos de arcos y flechas ha identificado cuerdas de arco de tendón (las más antiguas documentadas en Europa), astiles de caña, puntas de madera de olivo y uso de brea de abedul como adhesivo.[29][30]
- Arqueobotánica (carpología). El estudio de semillas del Neolítico final recuperadas en el sondeo (2022–2023) muestra cebada desnuda (Hordeum vulgare var. nudum), trigos desnudos (Triticum aestivum/durum) y vestidos (T. dicoccum), así como leguminosas (haba, guisante, almorta). Se documenta además el aprovechamiento de recursos silvestres (acebuches, bellotas, piñones).[19]

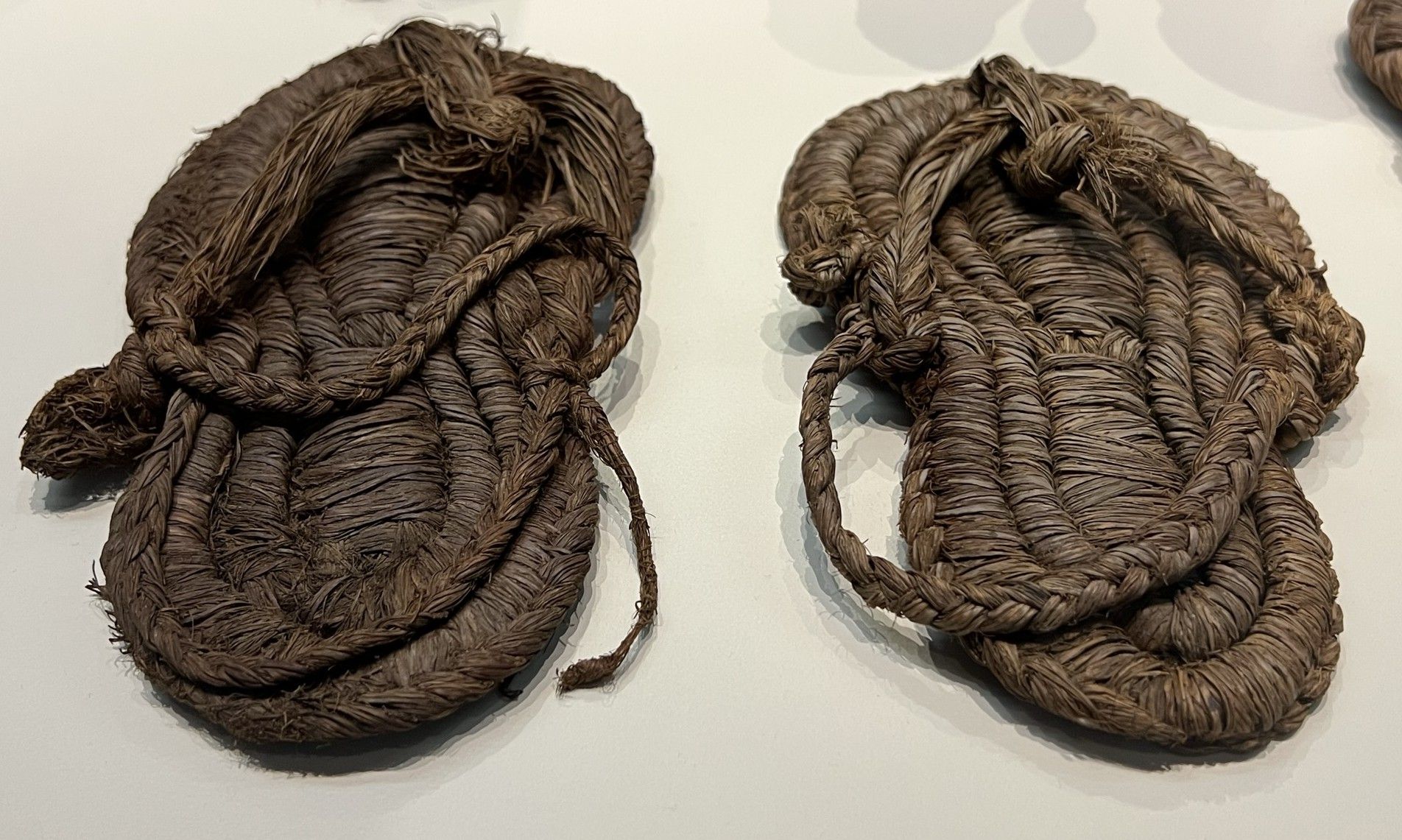
Sandalia de esparto de la Cueva de los Murciélagos de Albuñol (MAN).

### Conservación y difusión
Una parte sustancial del conjunto orgánico histórico procedente de Albuñol se conserva en el Museo Arqueológico Nacional (MAN), institución que ha colaborado con MUTERMUR y difundido los resultados. La UAH ha promovido además acciones de divulgación, como el proyecto «El origen de la alpargata», con la elaboración de réplicas de las sandalias neolíticas en colaboración con la UAB y artesanos.

### Equipo y financiación
El proyecto está liderado por Francisco Martínez-Sevilla (UAH) e integra especialistas de varias instituciones (UAH, UAB, CSIC, entre otras). La financiación principal procede de la Comunidad de Madrid y la Universidad de Alcalá (convocatorias CM/JIN/2021-009 y CM/DEMG/2024-046).